# Da viva - Volume I
Da viva - Volume I è il primo album in studio della cantante italiana Platinette, pubblicato nel 1999.

## Descrizione
Prodotto da Giorgio Bozzo, l'album è stato registrato da Andrea Conti e Pierluigi Petris allo studio Panoramix di Milano e da Marco Posocco allo studio Jungle Sound, anch'esso di Milano. L'album è stato pubblicato nel 1999 in formato CD e musicassetta dall'etichetta discografica Goin' Nuts, distribuita da Sony Music.
Dall'album nel 2000 è stato estratto il singolo Nell'aria, pubblicato in CD single dall'etichetta Columbia.

## Tracce
1. Stasera Con Te – 2:37
2. Una Per Tutti – 2:54
3. Tripoli 69 / Irresistibilmente – 3:01
4. Gli Occhi Miei (feat. Wilma Goich) – 3:31
5. Uappa – 3:23
6. Fatalità – 2:15
7. Donna Con Te – 4:24
8. Ma che Musica Maestro (feat. Ambra Angiolini) – 3:20
9. Tutt'al Più – 4:31
10. Nell'Aria (feat. Camilla) – 4:29
11. L'ultima Occasione – 2:54
12. Parole Parole Parole (feat. Linus) – 4:38
13. Quando Dico Che Ti Amo – 2:33
14. Sono Una Donna Non Sono Una Santa (feat. La Pina) – 3:40
15. La Notte Vola – 3:45
16. Tropicana (feat. Lula) – 3:14

Durata totale: 55:09

## Crediti

### Musicisti
- Platinette - voce
- Wilma Goich - voce
- Ambra Angiolini - voce
- Camilla - voce
- Linus - voce
- La Pina - voce
- Lula - voce, cori
- Arki Buelli - batteria
- Christian Calcagnile - batteria
- Sandro De Bellis - percussioni
- Paolo Legramandi - basso
- Luca Garlaschelli - contrabbasso
- Sergio Cocchi - tastiere, cori
- Pierluigi Petris - chitarre
- Riccardo Gilbertini - tromba
- Davide Ghidoni - tromba
- Gigi De Gasbari - trombone
- Marco Zaghi - sax alto, sax tenore
- Bruno Tripoli - violino
- Antonietta La Donna - violino
- Stefano Montaldo - viola
- Gabriele Garofano - violoncello
- Tiziana Gallo - cori
- Giovanna Zanafredi - cori

### Personale tecnico
- Giorgio Bozzo - produzione
- Stefania Perego - assistente alla produzione
- Sergio Cocchi - produzione artistica, arrangiamenti, programmazione
- Pierluigi Petris - arrangiamenti archi, tecnico del suono
- Marco Zaghi - arrangiamenti fiati
- Riccardo Gibertini - arrangiamenti fiati
- Andrea Conti - tecnico del suono
- Marco Posocco - tecnico del suono
- Matteo Cifelli - missaggio
- Guido Harari - fotografia
- Jekyll & Hyde - grafica

## Edizioni
- 1999 - Da viva - Volume I (Goin' Nuts/Sony Music, COL 496835, CD)
- 1999 - Da viva - Volume I (Goin' Nuts/Sony Music, COL 496835 4, MC)